# Nhái bầu vân
Nhái bầu vân (danh pháp khoa học: Microhyla pulchra) là một loài ếch trong họ Microhylidae, sinh sống ở miền đông bắc Ấn Độ, miền nam Trung Quốc, đa phần Đông Nam Á lục địa (có thể đến tận Malaysia và Singapore). Đây là một loài du nhập ở Guam.
Trong môi trường sống thích hợp, nhái bầu vân là loài phổ biến, tuy ít khi được bắt gặp bởi tính rụt rè. Nó thường sống gần bìa rừng. Ở Lào, nhái bầu vân còn là thực phẩm.